# Umhlanga

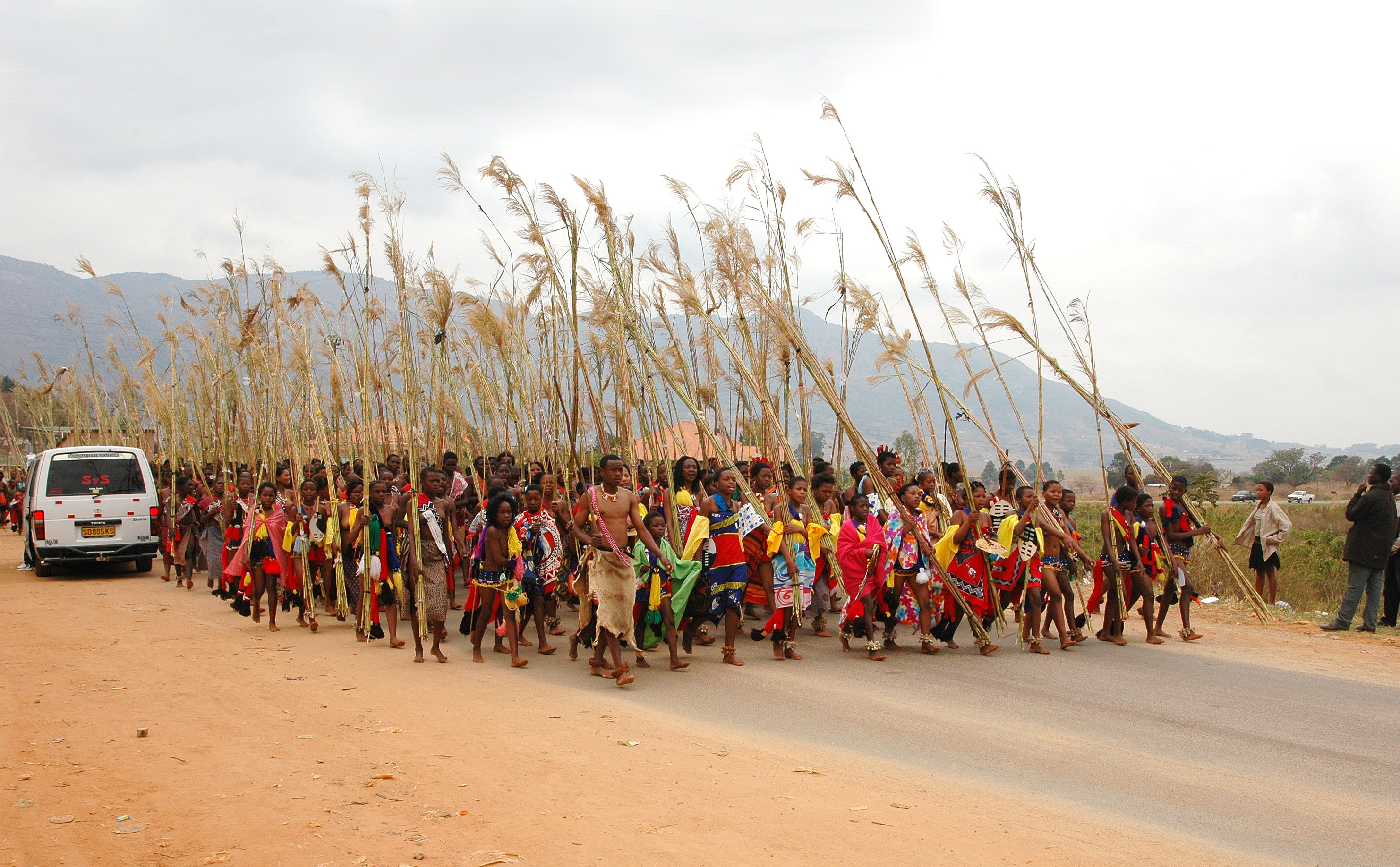
Eswatini: Festival de la Danza de la Caña 2006

Umhlanga es una danza tradicional donde hasta sesenta mil solteras vírgenes suazis se congregan para bailar en frente del rey de Suazilandia. Las jóvenes tienen edades entre cuatro y veinticinco años, llevan puestos collares, faldas cortas y largas borlas que denotan su disponibilidad para casarse, y la mayoría van desnudas de la cintura arriba. Las doncellas deben ser vírgenes.
El rey puede elegir una doncella para ser su prometida. En la ceremonia celebrada el 6 de septiembre de 2004 eligió a una joven participante en el Umhlanga de dieciséis años y finalista en un concurso de Miss Suazilandia como prometida.

## Zululandia
El rey Goodwill Zwelethini kaBhekuzulu, cuyas tradiciones zulúes no son muy distintas de las de Suazilandia, volvió a instaurar la tradición del Umhlanga en la vecina provincia sudafricana de KwaZulu-Natal, celebradas anualmente en el Palacio Enyokeni en Nongoma. Las mujeres deben pasar un test de virginidad para asistir. El Rey aprovecha esta ocasión para dar discursos de interés general para la población, recientemente relacionados con el sida.

## Otros significados
Umhlanga o Umhlanga Rocks es una ciudad costera que actualmente forma parte del Municipio Metropolitano de eThekwini.